# Zeist
Zeist es una ciudad y un municipio de la provincia de Utrecht, en el centro de los Países Bajos. Tiene una población estimada, a inicios de 2021, de 65 043 habitantes.
El municipio tiene una superficie de 48,65 km², de los que solo una mínima parte está cubierta por el agua. Se localiza en una zona boscosa y muy verde del parque nacional Utrechtse Heuvelrug.
Además de Zeist forman el municipio: Austerlitz, Bosch en Duin, Den Dolder y Huis ter Heide.

## Historia
La ciudad de “Seist” aparece mencionada por primera vez en un documento del año 838. El asentamiento original estaba situado en el actual Dorpsstraat. A finales del siglo XII, se construyó allí una iglesia de la que subsiste el campanario en la actual Iglesia Reformada. Hasta la época medieval, un afluente del río Rin transcurría muy cerca del centro de la ciudad. Se construyeron tres mansiones cerca de la villa: la Huis te Zeist, Kersbergen y Blikkenburg.
La construcción del palacio Slot Zeist, ahora sala de exposiciones de arte contemporáneo, transformó el municipio. El palacio se construyó para Willem Adriaan van Nassau, nieto de Mauricio de Nassau, entre 1677 y 1686 en estilo clasicista holandés por Jacob Roman, arquitecto también del palacio Het Loo, y de su decoración interior se encargó el hugonote Daniel Marot. 
En 1746 los miembros de la Hermandad de Moravia, llamados moravos, se asentaron en Zeist, construyendo para su comunidad un conjunto de casas clásicas del siglo XVIII dispuestas alrededor de dos plazas. Sus sedes todavía están situadas en el centro de la ciudad. 
En el siglo XIX, Zeist se convirtió en la residencia preferida de la clase adinerada de la ciudad de Utrecht.
Entre 1999 y 2002, una parte de Kamp van Zeist, antigua base de las Fuerzas Aéreas de los Estados Unidos, fue declarada territorio escocés para permitir la celebración fuera del Reino Unido, pero bajo la ley escocesa, del juicio contra los libios acusados por el atentado de Lockerbie.
Zeist es la sede de la Real Federación de Fútbol de los Países Bajos (KNVB) y también es conocida por los bosques que rodean la ciudad. Durante muchos años el Servicio de Investigación Arqueológica Nacional Neerlandesa (Rijksdienst loor het Oudheidkunding Bodemonderzoek) se alojó en Slot Zeist.

## Galería de imágenes

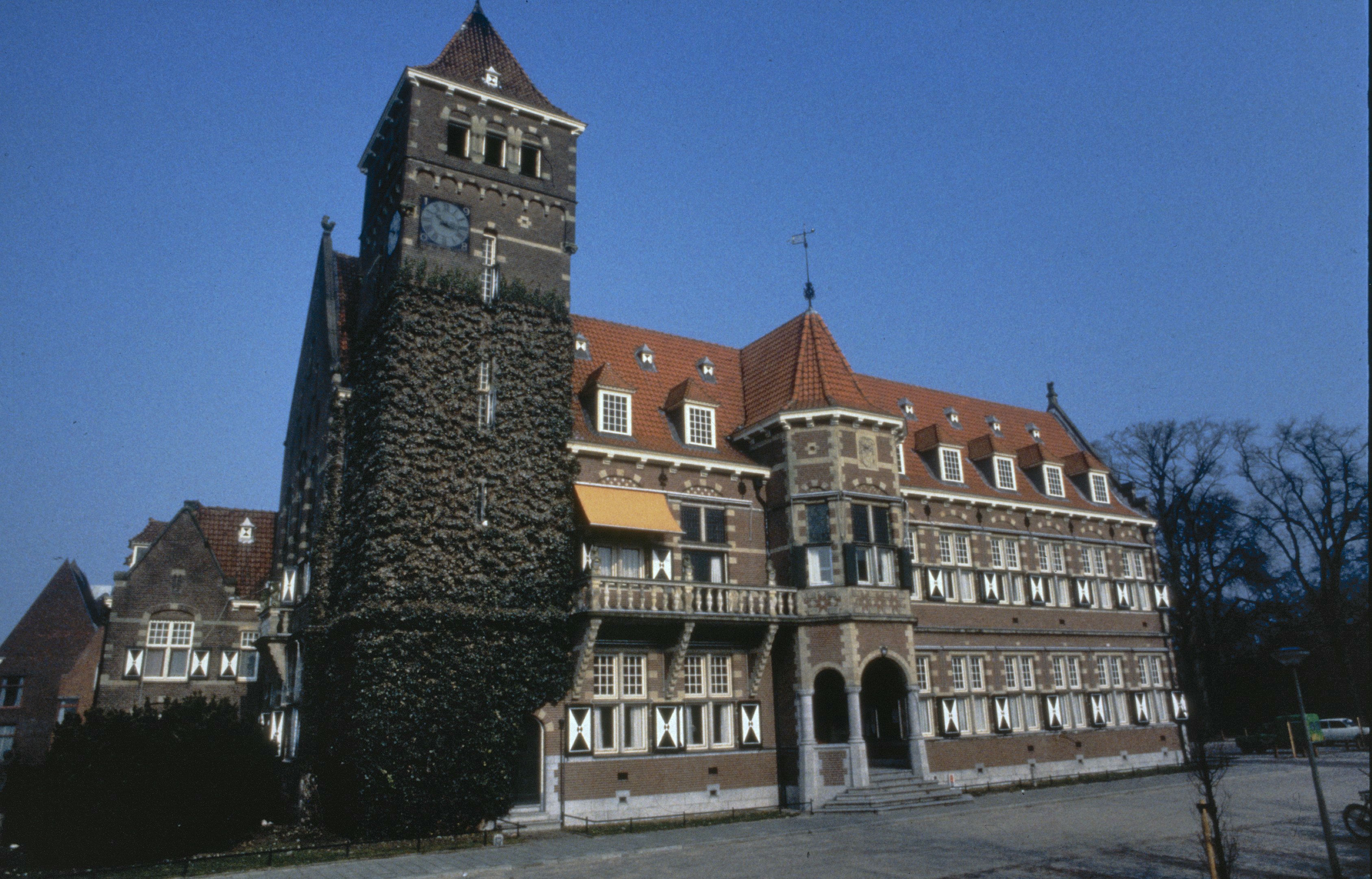
Ayuntamiento
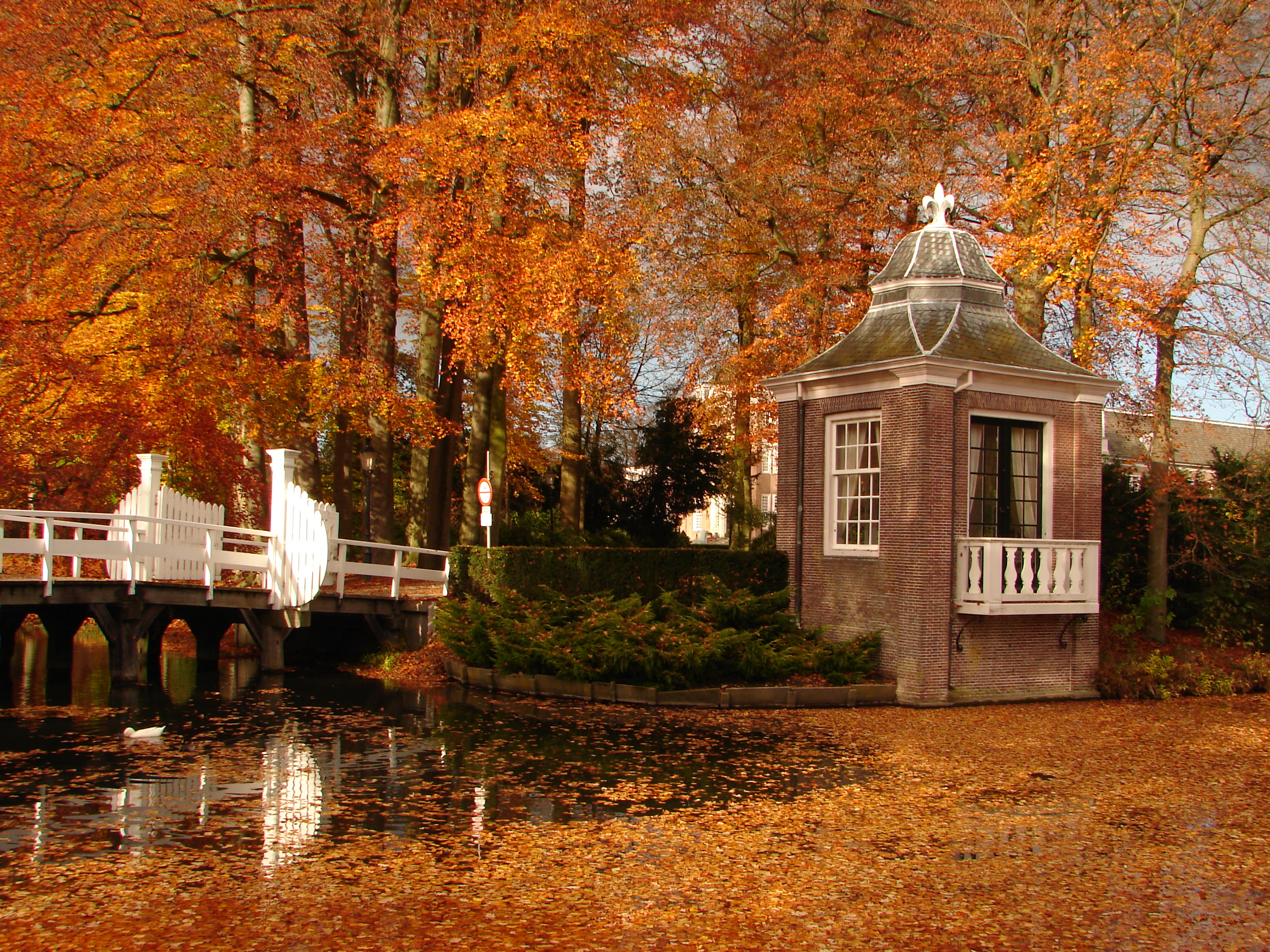
Slot Zeist, pabellón del té
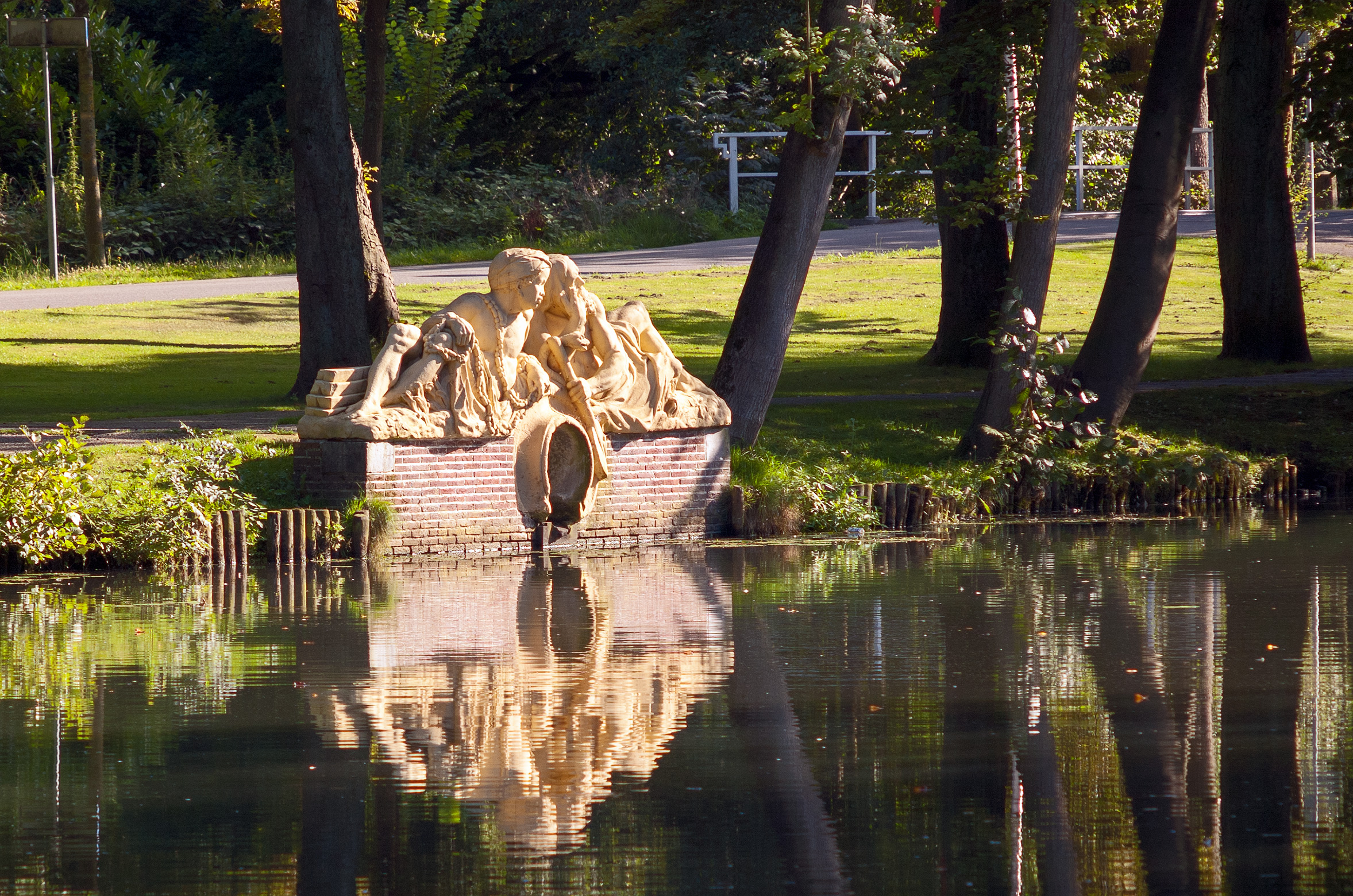
Slot Zeist, grupo escultórico de Europa y África
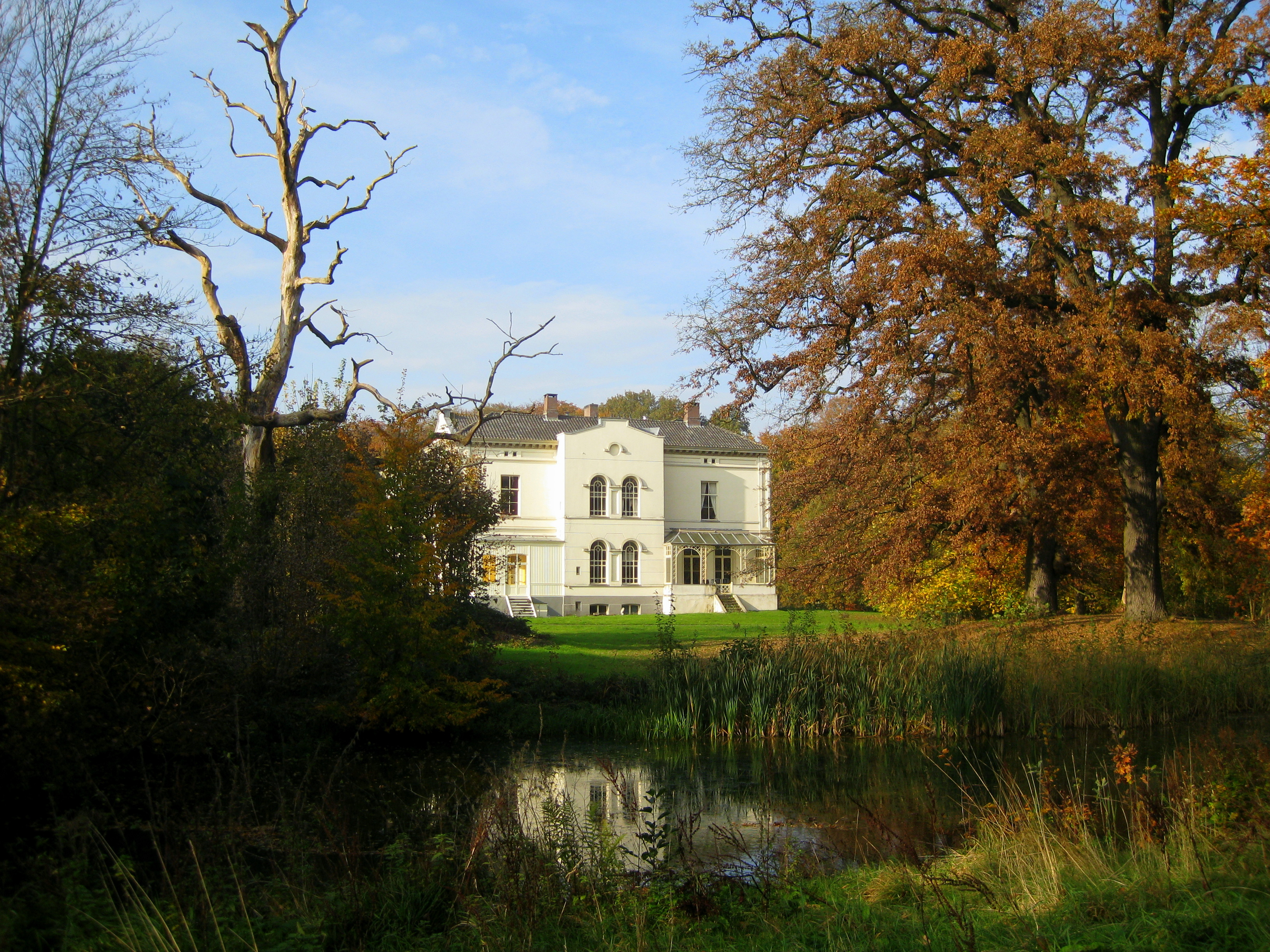
Wulperhorst
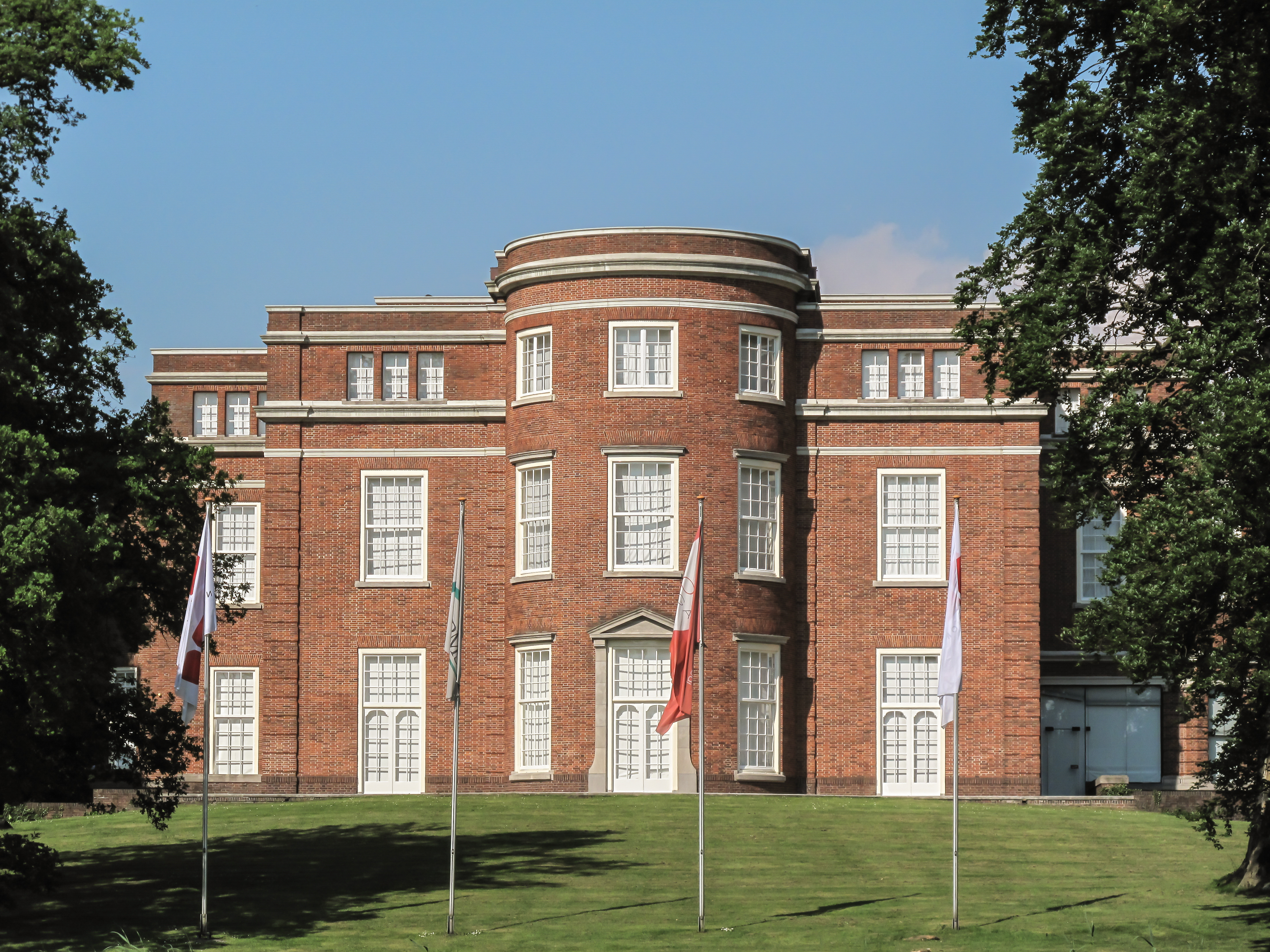
Casa de campo: Landgoed De Breul